# Kartenhaus (Schifffahrt)

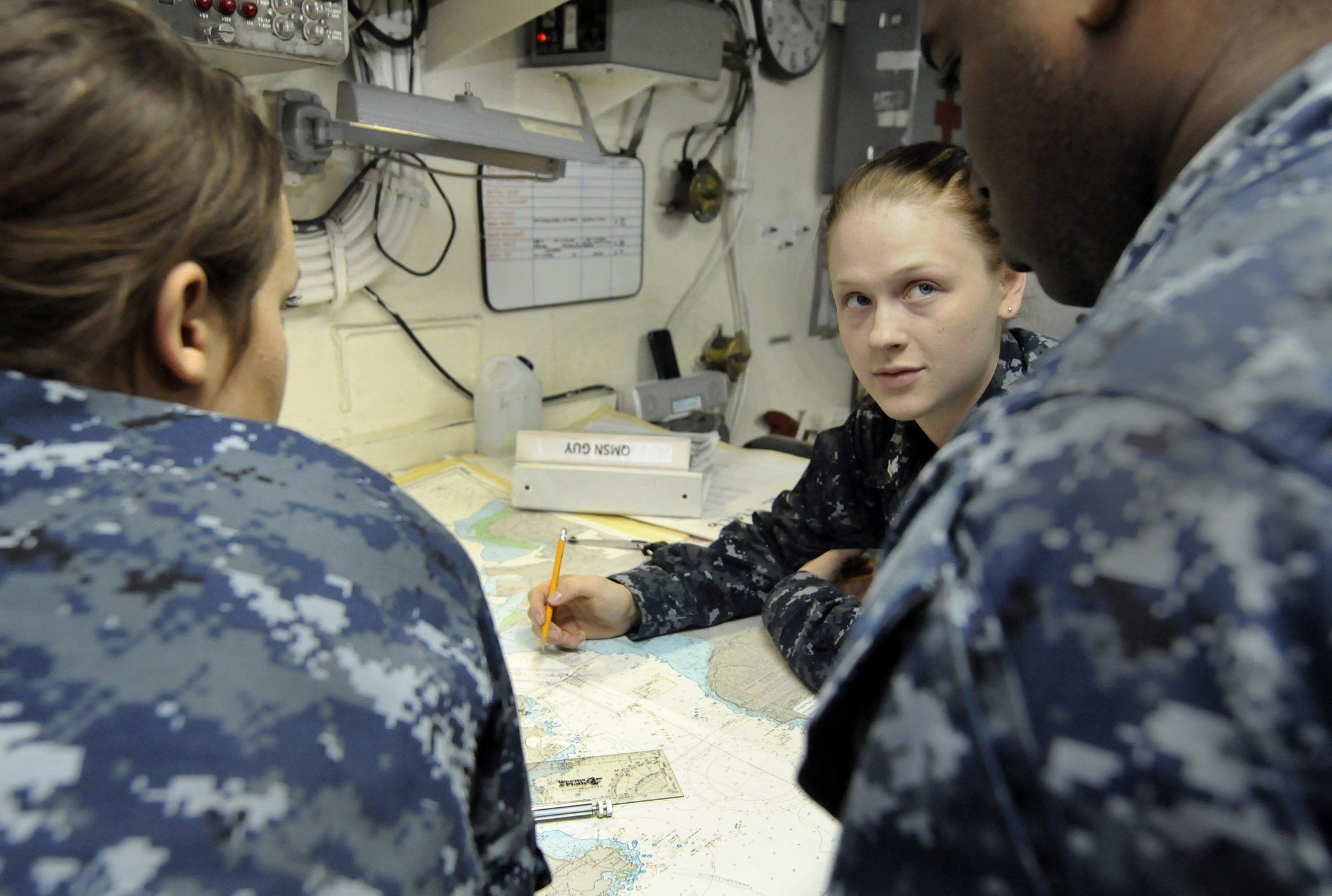
Kartenraum der US Navy

Das Kartenhaus, auch Kartenraum genannt, ist ein Deckshaus bzw. ein Raum auf großen Schiffen. Es befindet sich auf oder in der Nähe der Kommandobrücke. Hier werden vom Wachoffizier in Seekarten Geschwindigkeit, Kurs etc. errechnet und im Logbuch urkundlich aufgezeichnet. Darüber hinaus werden hier Seekarten fachgerecht aufbewahrt und ausgelegt. In amtlichen Vorschriften findet das Kartenhaus u. a. Erwähnung im Übereinkommen zum Schutz des menschlichen Lebens auf See (Unterbringung der Funkgeräte) und der Schiffssicherheitsverordnung (Pflicht zur Mitführung des Handbuch für Brücke und Kartenhaus).

Historisch befanden sich auf Segelschiffen die Navigationskarten in der im Achterdeck bzw. unter dem Poopdeck liegenden Kapitänskajüte um die wertvollen Karten dort vor Umwelteinflüssen zu schützen. Mit dem Aufkommen der Großsegler und des Stahlschiffbaus, wurde der noch offene Steuerstand vom Achterdeck auf das neu eingeführte Brückendeck verlegt (Dreiinselschiff). Bekannte frühe deutsche Vertreter dieser Bauform sind die Flying P-Liner, als Prototyp die Placilla (1829) oder die später gebaute aber bekanntere Peking (1911). Das Kartenhaus befand sich meist im unmittelbarer Nähe und war über das offene Deck zu betreten. Ein weiterer Entwicklungsschritt war die Integration an die Kommandobrücke, sodass der Kartenraum als eigenständiger Raum direkt angrenzte. Später wurde der Arbeitsbereich häufiger auf die Brücke selbst gelegt, damit der Wachoffizier auf der Karte arbeiten und trotzdem jederzeit seinen Wachpflichten nachkommen kann. 

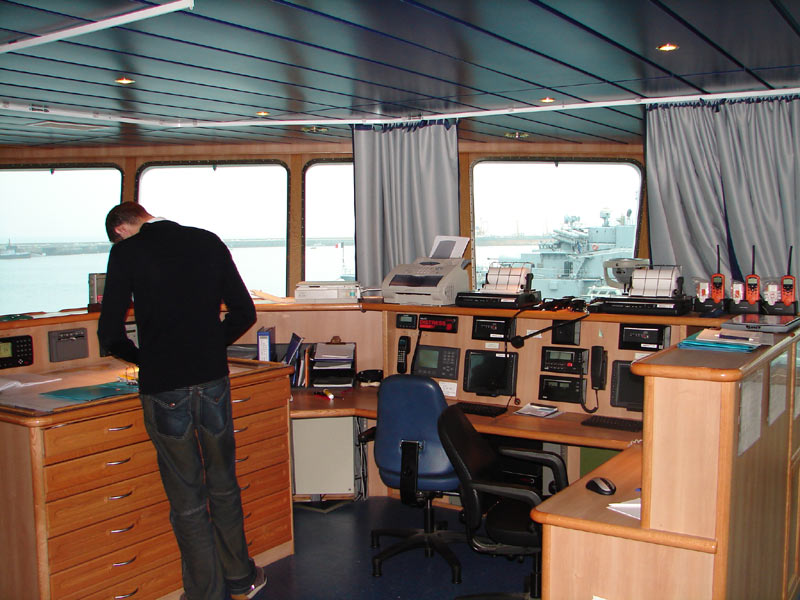
Kartentisch auf integrierter Brücke